# Waldfuß
Der Waldfuß war ein Längenmaß und ein forstwirtschaftlich genutztes Maß nur zur Vermessung von Holz. Das Maß war auch Grundlage für Quadrat-Waldfuß. Das Maß galt im Fürstentum Sachsen-Koburg und Gotha mit seiner Hauptstadt Gotha und in Trier. Dieser Waldfuß in Gotha war ursprünglich dem Leipziger Werkschuh gleich.
- Gotha 1 Waldfuß = 125,3 Pariser Linien = 0,282655 Meter
- Trier 1 Waldfuß = 137,4 Pariser Linien = 309,95 Millimeter

Hier hatte der Werkschuh  130,22 Pariser Linien und 293,75 Millimeter.
- Trier 1 Waldklafter = 12 Waldfuß = 1648,8 Pariser Linien = 3,72 Meter[1]
- Hildburghausen 1 Waldfuß = 127,5 Pariser Linien = 0,28762 Meter
- Sachsen-Koburg 1 Waldfuß = 1 Rheinländischer Fuß